# Iverakia
Iverakia is een geslacht van weekdieren uit de klasse van de Gastropoda (slakken).

## Soort
- Iverakia hausdorfi Glöer & Pešić, 2014